# Powiat nidzicki

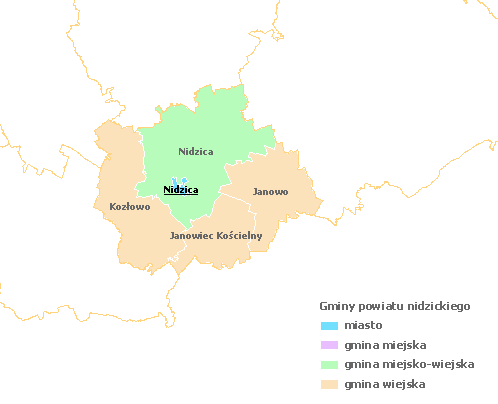
Gminy powiatu nidzickiego

Powiat nidzicki – powiat w Polsce (województwo warmińsko-mazurskie) utworzony w 1999 w ramach reformy administracyjnej. Jego siedzibą jest miasto Nidzica.
W skład powiatu wchodzą:
- gminy miejsko-wiejskie: Nidzica
- gminy wiejskie: Janowiec Kościelny, Janowo, Kozłowo
- miasta: Nidzica

Według danych z 31 grudnia 2019 roku powiat zamieszkiwało 32 857 osób. Natomiast według danych z 30 czerwca 2020 roku powiat zamieszkiwały 32 753 osoby.

## Demografia

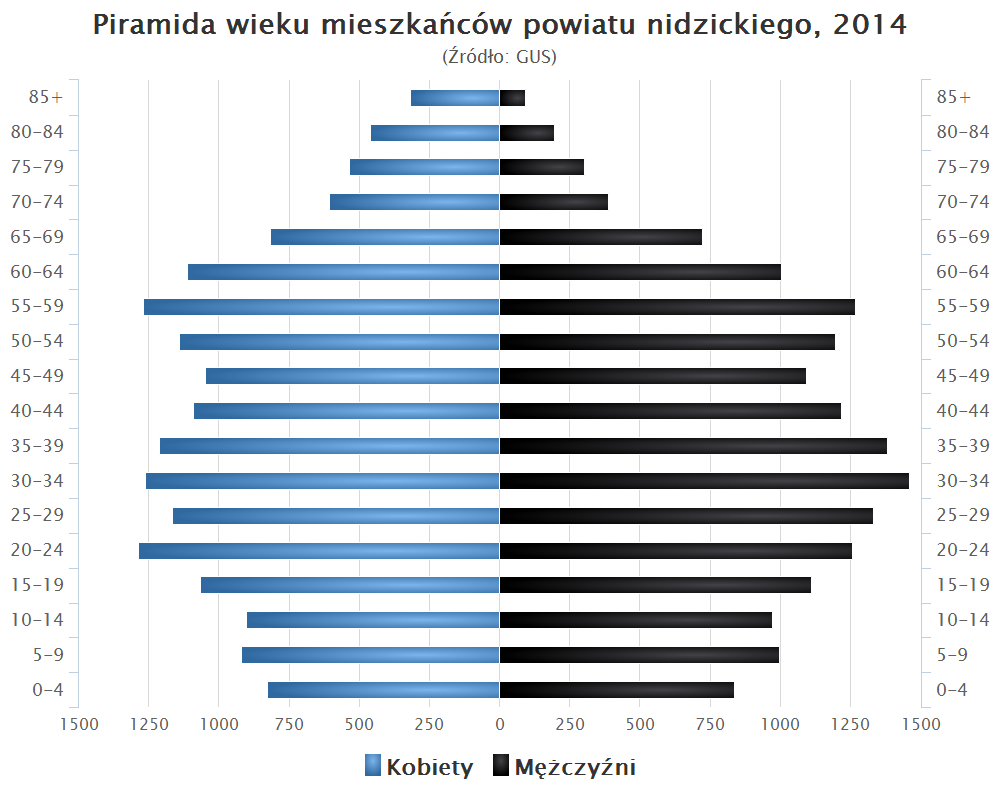
Piramida wieku mieszkańców powiatu nidzickiego w 2014 roku

Liczba ludności (dane z 30 czerwca 2005):
|        | Ogółem | Ogółem | Kobiety | Kobiety | Mężczyźni | Mężczyźni |
| osób   | %      | osób   | %       | osób    | %         |           |
| ------ | ------ | ------ | ------- | ------- | --------- | --------- |
| Ogółem | 33 949 | 100    | 17 142  | 50,49   | 16 807    | 49,51     |
| Miasto | 14 800 | 43,59  | 7718    | 22,73   | 7082      | 20,86     |
| Wieś   | 19 149 | 56,41  | 9424    | 27,76   | 9725      | 28,65     |

▶Wieś vs ▶miasto
Ogółem (▶k, ▶m)
Miasto (▶k, ▶m)
Wieś (▶k, ▶m)

### Ludność w latach
- 1970 – 34 600
- 1972 – 34 900
- 1975–1998 – brak danych
- 1999 – 35 236
- 2000 – 35 199
- 2001 – 35 226
- 2002 – 34 163
- 2003 – 34 003
- 2004 – 33 971
- 2005 – 33 949

## Sąsiednie powiaty
- powiat działdowski
- powiat ostródzki
- powiat olsztyński
- powiat szczycieński
- powiat przasnyski (mazowieckie)
- powiat mławski (mazowieckie)